# Olympische Zwischenspiele 1906/Tennis
| Olympische Zwischenspiele 1906 (Medaillenspiegel Tennis) | Olympische Zwischenspiele 1906 (Medaillenspiegel Tennis) | Olympische Zwischenspiele 1906 (Medaillenspiegel Tennis) | Olympische Zwischenspiele 1906 (Medaillenspiegel Tennis) | Olympische Zwischenspiele 1906 (Medaillenspiegel Tennis) | Olympische Zwischenspiele 1906 (Medaillenspiegel Tennis) |
| Platz                                                    | Mannschaft                                               | Goldmedaillen                                            | Silbermedaillen                                          | Bronzemedaillen                                          | Total                                                    |
| -------------------------------------------------------- | -------------------------------------------------------- | -------------------------------------------------------- | -------------------------------------------------------- | -------------------------------------------------------- | -------------------------------------------------------- |
| 01                                                       | Frankreich                                               | 3                                                        | 1                                                        | —                                                        | 4                                                        |
| 02                                                       | Griechenland                                             | 1                                                        | 3                                                        | 2                                                        | 6                                                        |
| 03                                                       | Böhmen                                                   | —                                                        | —                                                        | 2                                                        | 2                                                        |

Bei den Olympischen Zwischenspielen 1906 in Athen wurden vier Wettbewerbe im Tennis ausgetragen.
Es waren keine Top-Spieler aus den USA oder Großbritannien anwesend, die zu der Zeit wohl zu den besten Spielern der Welt gehörten. Max Décugis gewann alle für ihn möglichen Wettbewerbe im Einzel, Doppel und Mixed und damit drei Goldmedaillen. Im Mixed an der Seite seiner Frau Marie.
Die Wettbewerbe fanden vom 23. bis 26. April 1906 statt. Sie wurden allesamt im Athens Lawn Tennis Club auf Sand ausgetragen, der auch bei den ersten Spielen u. a. als Austragungsort diente.
Dabei spielten insgesamt 27 Sportler (21 Herren und 6 Damen) aus sechs Nationen um Medaillen.

## Herren

### Einzel
| Platz | Land        | Spieler           |
| ----- | ----------- | ----------------- |
| 1     | Frankreich  | Max Décugis       |
| 2     | Frankreich  | Maurice Germot    |
| 3     | Böhmen      | Zdeněk Žemla      |
| 4     | Niederlande | Guus Kessler      |
| 4     | Niederlande | Gerard Scheurleer |

Max Décugis gewann den Wettbewerb relativ mühelos. Er verlor gerade einmal zwei Spiele in acht Sätzen in vier Matches vor dem Finale, wo er Maurice Germot in vier Sätzen bezwang. Mit Germot gewann er im Doppelwettbewerb außerdem die Goldmedaille.
Die Bronzemedaille wurde Zdeněk Žemla zuerkannt, da er Germot auf dem Weg zum Finale einen Satz abnahm.
Guus Kessler gelang es ohne ein Match zu spielen bis ins Halbfinale zu kommen, wo er gegen den späteren Turniersieger 0:6, 0:6 verlor. Damit schaffte er ohne Sieg- und Spielgewinn den vierten Platz zu erreichen.

### Doppel
| Platz | Land         | Spieler                              |
| ----- | ------------ | ------------------------------------ |
| 1     | Frankreich   | Max Décugis Maurice Germot           |
| 2     | Griechenland | Xenophon Kasdaglis Ioannis Ballis    |
| 3     | Böhmen       | Zdeněk Žemla Ladislav Žemla          |
| 4     | Griechenland | Georgios Simiriotou Nikolaos Zarifis |

Das Finale des Doppelwettbewerbs wird als großes Match überliefert. In fünf Sätzen setzten sich Max Décugis und Maurice Germot, die bereits vorher im Doppel zusammenspielten, gegen Ioannis Ballis und Xenophon Kasdaglis durch.
Die Bronzemedaille ging an die Žemla-Brüder Ladislav und Zdeněk. Es wurde kein Spiel um Platz drei ausgetragen. Vermutlich hat eine Jury über die Platzierung entschieden.
Es nahmen insgesamt zwölf Paarungen aus fünf Ländern teil, von denen fünf ihre Teilnahme zurückzogen oder aus anderen Gründen nicht teilnahmen. Dadurch gab es in der ersten Runde nur Freilose.

## Damen

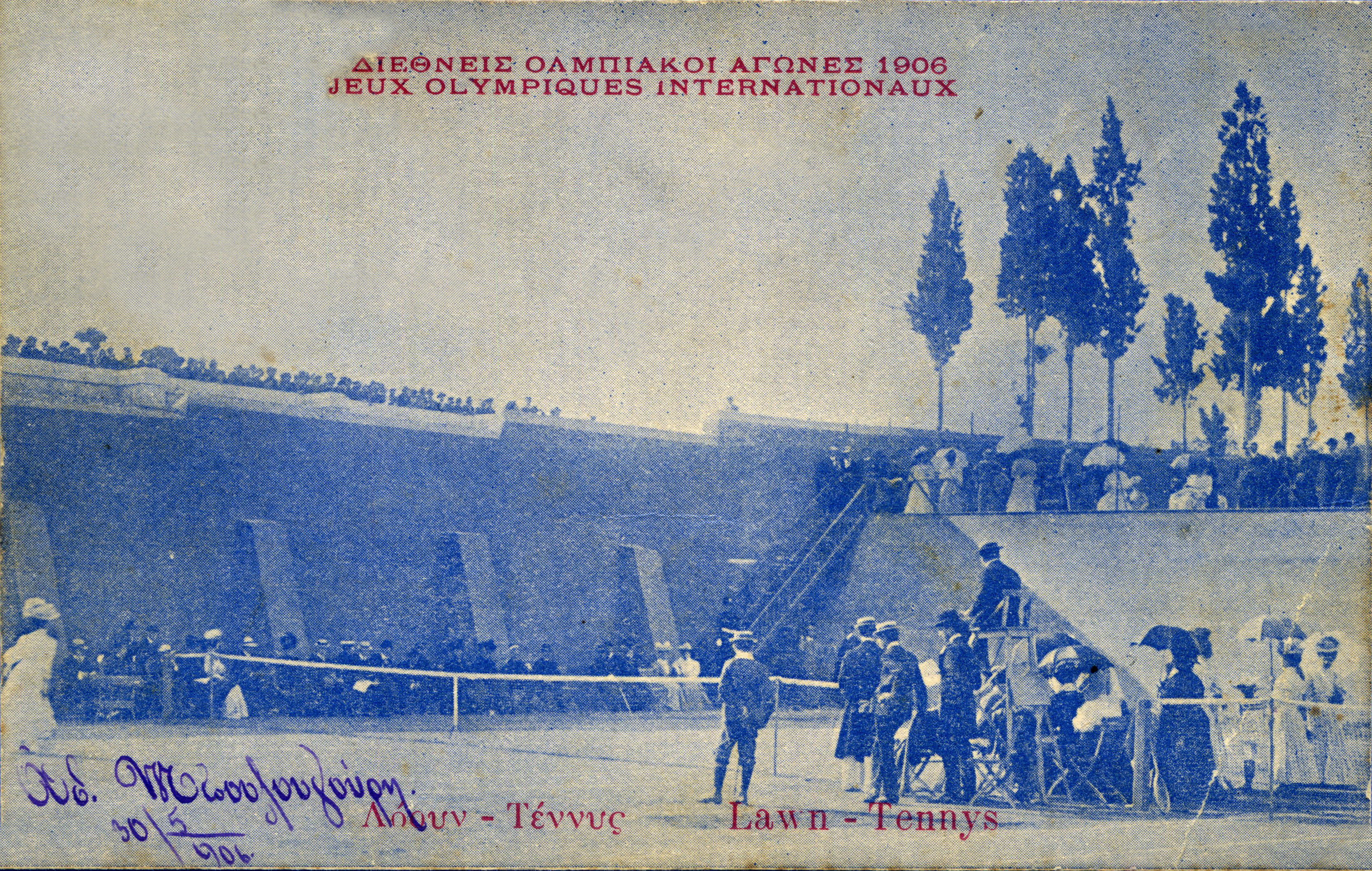
Ein Damenmatch auf einer Postkarte der Olympischen Zwischenspiele

### Einzel
| Platz | Land         | Spieler           |
| ----- | ------------ | ----------------- |
| 1     | Griechenland | Esme Simiriotou   |
| 2     | Griechenland | Sophia Marinou    |
| 3     | Griechenland | Effrosini Paspati |
| 4     | Griechenland | Aspasia Matsa     |

Im Dameneinzel gewann Esme Simiriotou gegen Sophia Marinou in drei Sätzen. Das Teilnehmerfeld war mit sechs Spielerinnen sehr klein und Marie Décugis war als einzige nicht aus Griechenland. Insgesamt waren die Spielerinnen, Décugis ausgenommen, sehr unbekannt, und gehörten nicht zur Weltspitze.
Es wurde ein Spiel um Platz drei ausgetragen, wo Effrosini Paspati gegen Aspasia Matsa gewann, und sich Bronze sicherte.

## Mixed
| Platz | Land         | Spieler                               |
| ----- | ------------ | ------------------------------------- |
| 1     | Frankreich   | Marie Décugis Max Décugis             |
| 2     | Griechenland | Sophia Marinou Georgios Simiriotou    |
| 3     | Griechenland | Aspasia Matsa Xenophon Kasdaglis      |
| 4     | Griechenland | Effrosini Paspati Dionysios Kasdaglis |
| 4     | Griechenland | Esme Simiriotou Nikolaos Zarifis      |

Im Mixed-Wettbewerb setzte sich das Ehepaar Max und Marie Décugis, die vorher nie zusammen Mixed spielten, in zwei Sätzen durch. Eine Jury entschied, genau wie im Herrendoppel, über die Bronze- und im Mixed sogar über die Silbermedaille, die an Sophia Marinou und Georgios Simiriotou ging. Bronze ging an die im Finale unterlegenen Aspasia Matsa und Xenophon Kasdaglis, wobei in beiden Fällen nicht sicher ist, warum die Jury so entschied.